# 바칼린스키군

바칼린스키 군의 위치

바칼린스키군(러시아어: Бакалинский район, 바시키르어: Баҡалы районы)은 바시키르 공화국에 있는 군으로 타타르 공화국에 접해 있다. 중심지는 바칼리(Бакалы)이고, 우파에서 175km 떨어져 있다. 1930년에 설치되었다. 면적은 1951 km2이고 인구는 1995년에 3만2,300명이다. 1인당 인구 밀도는 16,500km2이다. 주민은 타타르족, 러시아인, 바시키르인이다. 이 군에는 101개의 마을이 있는데 중심지는 바칼리이다.
이 군에는 벨라야강이 흐르고 있다. 숲이 이군의 대부분을 덮고 있으며 슌 강, 남서쪽의 이크 강이 이 군을 통과해서 흐르고 있다. 이군에서 발간되는 신문은 «Сельские зори»(러시아어), «Авыл таннары»(타타르어)이다.